# Viktor Giacobbo

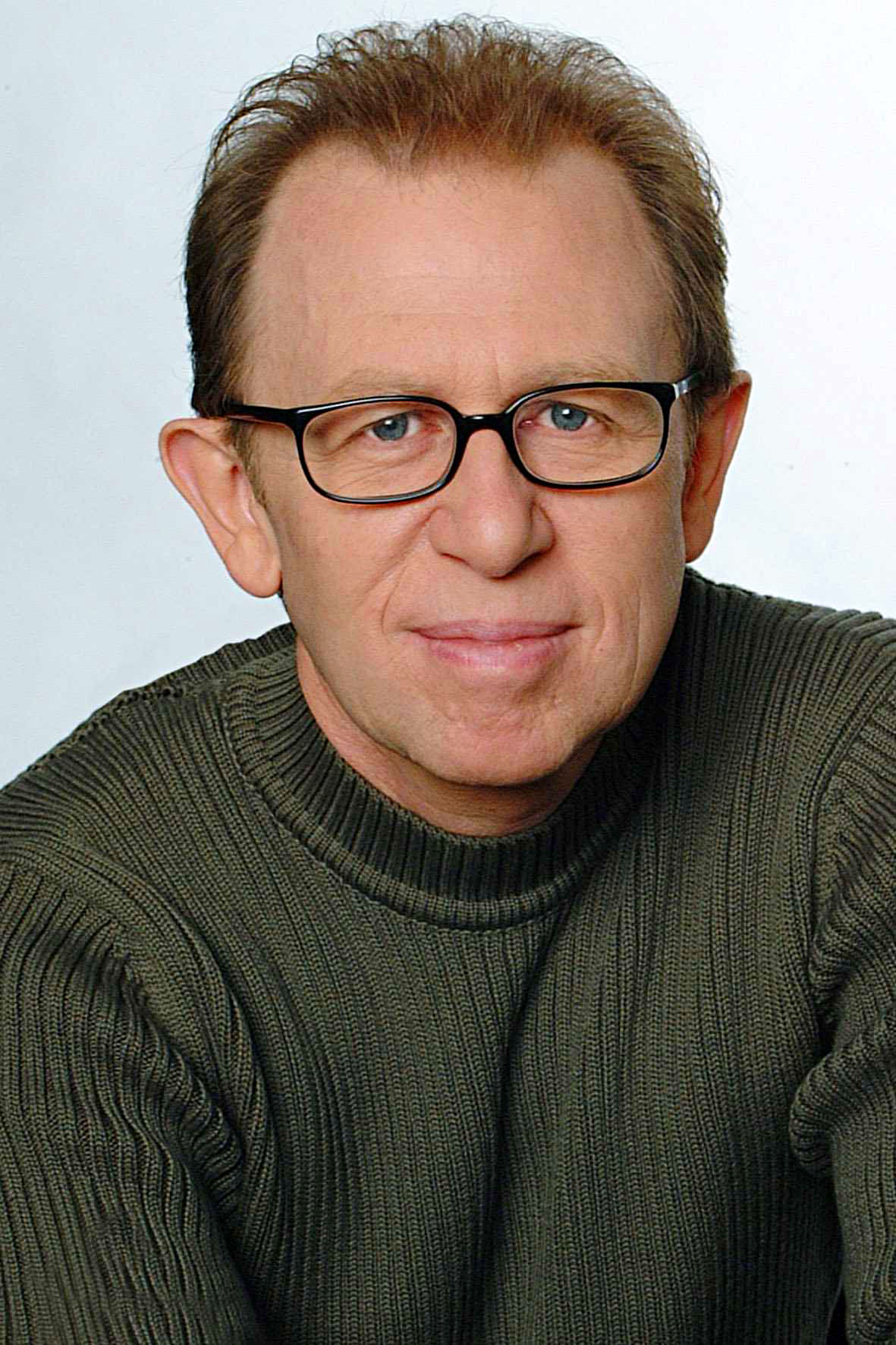
Viktor Giacobbo (2009)

Viktor Giacobbo (* 6. Februar 1952 in Winterthur; heimatberechtigt ebenda) ist ein Schweizer Autor, Kabarettist, Moderator und Schauspieler.

## Karriere

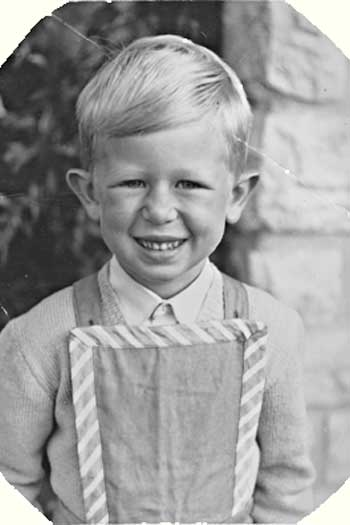
Viktor Giacobbo als Kindergartenschüler

Nach der Schulausbildung in Winterthur machte er eine Lehre als Schriftsetzer in der Druckerei Winterthur und arbeitete danach als Korrektor, Verlagslektor und Medien-Dokumentalist.
Von 1979 bis 1986 war er Autor und Darsteller bei der freien Comedy-Theatertruppe Stuzzicadenti, 1984 und 1985 bei Zampanoo’s Variété, anschliessend bis 1998 Mitglied bei der Komikertruppe Harul’s Top Service. In der Zeitschrift Tell schrieb er Anfang der 1980er Jahre die Kolumne «Viat Jacques de Koboff». Von 1991 bis 1994 war er Mitarbeiter bei der Satiresendung Satiramisù von Radio DRS. In Ueli Heinigers Sendung Medienkritik präsentierte Giacobbo satirische Nummern.
Grössere Bekanntheit erlangte Giacobbo als Moderator und Co-Autor der Satiresendungen Viktors Programm (1990–1994) und Viktors Spätprogramm (1995–2002) im Schweizer Fernsehen, in denen er oft seine Kunstfiguren (etwa Harry Hasler, Fredi Hinz oder Debbie Mötteli) spielte. In jeder Sendung trat zudem sein «Experte für alles» auf: Dr. Stolte-Benrath, gespielt von Patrick Frey.
2000 gründete er zusammen mit Patrick Frey und anderen Initianten das Casinotheater Winterthur und ist seither Verwaltungsratspräsident der Casinotheater AG.
2002 kam der Film Ernstfall in Havanna ins Kino, mit Giacobbo als Co-Autor und Hauptdarsteller, unter der Regie von Sabine Boss. Zweimal trat er als Darsteller in Filmen von Gerhard Polt auf: 2004 in Germanikus und 2013 in Und Äktschn!.
In den Saisons 2006 und 2020 war er als Gaststar mit dem Schweizer Nationalzirkus Knie auf Tournee.
Giacobbo schreibt Kolumnen für verschiedene Zeitungen, bis Ende 2007 für den Tages-Anzeiger. 1998 erschien der Band Spargel der Vergeltung mit 70 ausgewählten Kolumnen aus dem (ehemaligen) Schweizer Nachrichtenmagazin Facts. Weiter produzierte er einen Kalender für 1999 und 2001 mit dem Titel Viktors Wandprogramm.
Vom 27. Januar 2008 bis 11. Dezember 2016 machte er zusammen mit Mike Müller den satirischen Wochenrückblick Giacobbo/Müller.
Giacobbo lebt in Winterthur.

## Seine Figuren
- Harry Hasler

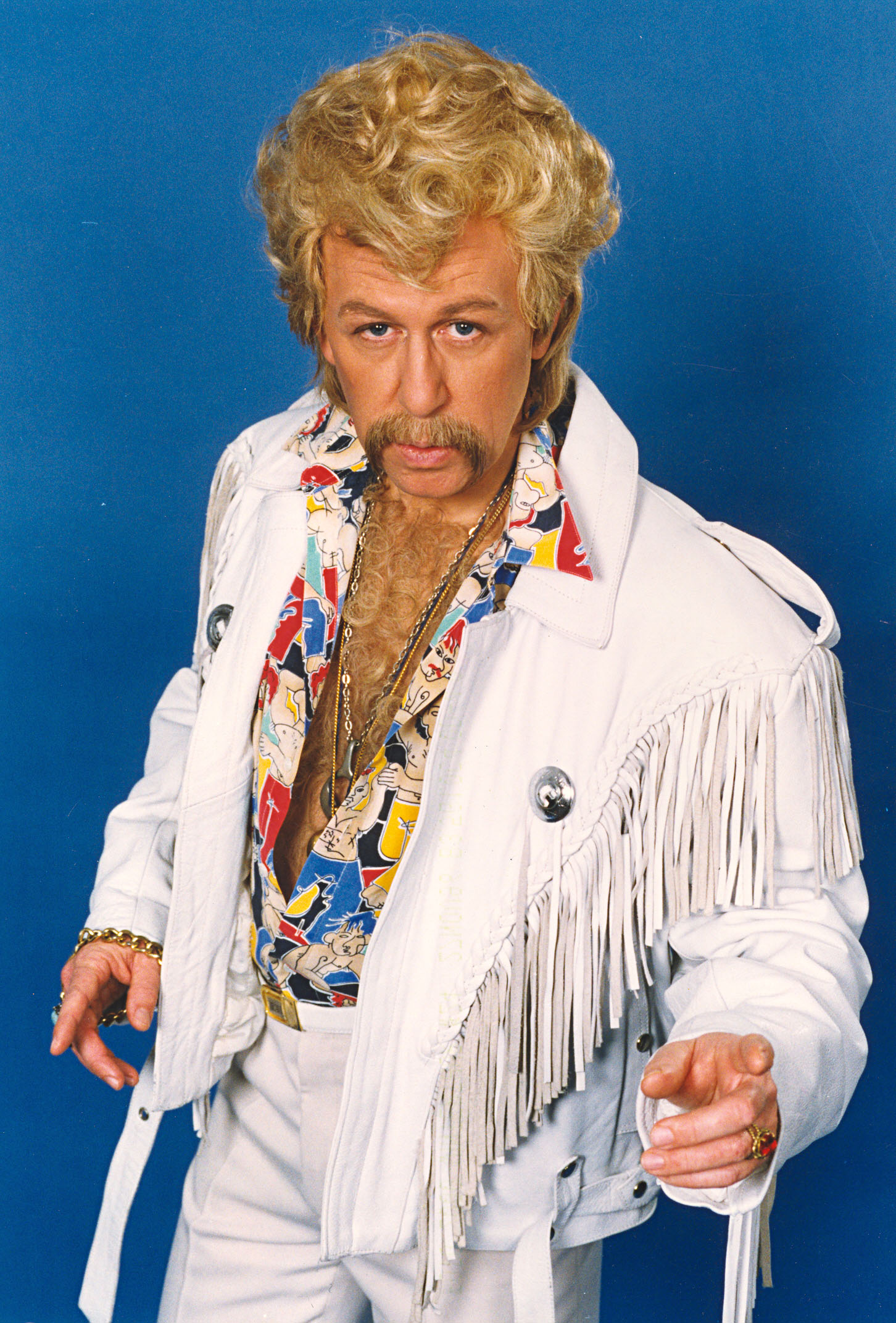
Viktor Giacobbo als Harry Hasler

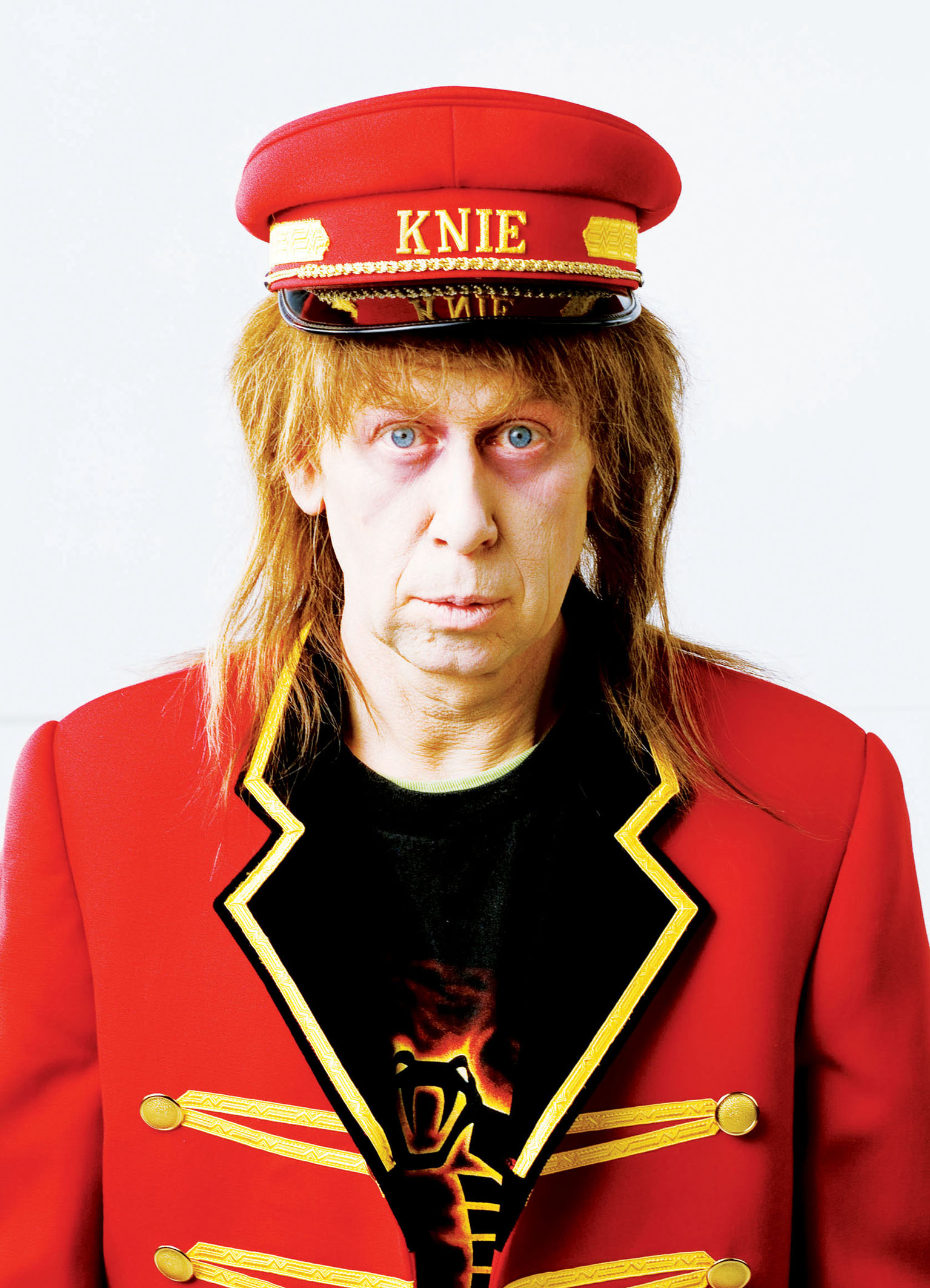
Viktor Giacobbo als Fredi Hinz

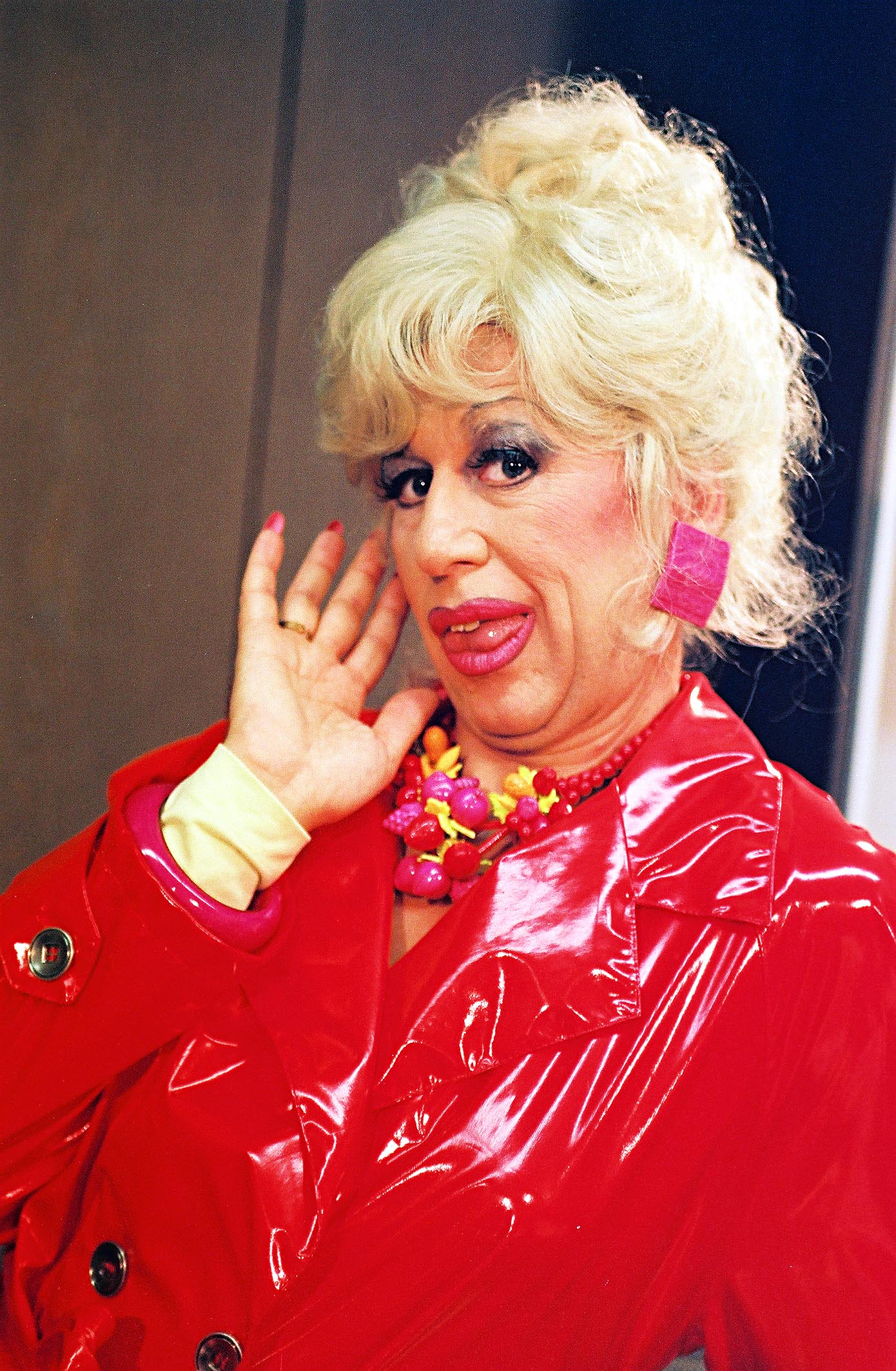
Viktor Giacobbo als Debbie Mötteli

Ein angeberischer Zuhältertyp. Gemäss eigener Aussage ist Harry Hasler Thurgauer, der sich jedoch einen astreinen Zürcher Dialekt angeeignet hat. Laut Dialektforscher Prof. D. Udler handelt es sich um einen Zürcher Dialekt aus den 50er Jahren. Harry Hasler lebt im Zürcher Stadtkreis Schwamendingen, mit üppigem Brusthaar, Goldschmuck und weisser Kleidung.
- Fredi Hinz

Ein obdachloser Kiffer mit ungepflegtem Haar und zerschlissener Kleidung, der die Leute oft um «zwei Schtutz (zwei Franken) für d’Notschlafschtell» bittet. Als Fredi Hinz trat Giacobbo in der Saison 2006 mit dem Zirkus Knie sowie am Arosa Humor-Festival auf. Eine ganze Folge von Viktors Spätprogramm moderierte er ebenfalls als Fredi Hinz. Seine Gäste waren damals Uriella und Stéphanie Berger.
- Rajiv Prasad

Ein geschäftiger Inder, Händler und Vermittler für alles. Spricht Englisch mit starkem Akzent und oft vulgär.
- Debbie Mötteli

Eine ungebildete und naive Frau an der Grenze zur Primitivität in einem roten Plastikmäntelchen.
- Dr. Klöti

Ein nervöser Experte, der mit hoher Sprechgeschwindigkeit banale Tipps gibt oder unsinnig moderiert.
- Prälat Morgenthaler und Schwester (Viktoria) Morgenthaler

Zwei fromme Geistliche mit schlechtem Gebiss.
- Erwin Bischofberger

Ein biederer Büroangestellter oder Buchhalter, gekleidet in Giacobbos originalen Konfirmandenanzug mit Seitenscheitel und Hornbrille.
- Jakob Liniger

Rentner mit verschobenem Biss und teilweiser Glatze. Moderiert die fiktive Rentner-Sendung Bettflucht.
- Sonny Boppeler, auch Jack Boppeler

Ein unsympathischer Fussballspieler-Vermittler, geht gerne auf Reisen.
- Gian-Franco Benelli

Gastarbeiter aus Italien, der sehr schlecht, aber schnell und ohne Unterbrechung Schweizerdeutsch spricht. «Chasche nitte magge» (Das kannst du nicht machen) ist einer seiner typischsten Sätze.
- Mehmet Örkan (Türke oder Kurde)

Eine seltene Nebenfigur, von Beruf «Waffenhändler und Mafioso». Er ähnelt im Aussehen dem Italiener (siehe oben), jedoch mit etwas anderer Haarfarbe: grau meliert. Sein Motto: «Heroin ist wie Kebab für die Seele».
- Kultur-/Literaturkritiker Burkart Schramm

Ein Literaturkritiker mit Baslerdialekt, der unter anderem als Teilnehmer in einer fingierten Diskussionsrunde der Kultursendung KulturZeit.ZeitKultur auftritt, in der er Fussball intellektuell betrachtet.
- Werner Sommerhalder

Politisch links stehender Fruktarier, Esoteriker und Verschwörungstheoretiker. Moderiert die fiktive Sendung Fallobscht-Chuchi.
Weiter parodierte Giacobbo oft Persönlichkeiten wie Roger Schawinski, Martina Hingis, Ueli Maurer, Susanne Leutenegger Oberholzer, Muammar al-Gaddafi, Kim Jong Il, Adolf Hitler, Donatella Versace und andere.

## Werke

### Bücher
- mit Peter Gut (Illustrationen): Spargel der Vergeltung. Hochkritische Schwer-Kolumnen in exakt neun Abteilungen. Kein & Aber, Zürich 1998, ISBN 3-906542-01-7 (mit einer Vorbesprechung von Peter Schneider, ausführlichem Register und Fragebogen für Kritiker im sachdienlichen Anhang).

### Videos, CDs und DVDs
- CD Saletti, Rap alias Harry Hasler (1996)
- Videokassette Volle Pulle, alias Harry Hasler, Warner Home Video (1996)
- Videokassetten Viktors Spätprogramm – Selection, Warner Home Video (1998–2001)
- DVD Viktors Universum 1 & 2, Warner Home Video (2000, 2001)
- DVD Ernstfall in Havanna, Warner Home Video, Vega Film (2002)
- DVD Viktors Universum – Finale, Warner Home Video (2003)
- CD Sickmen, Audio-CD des Theaterstücks, Kein & Aber (2004)
- DVD Undercover, Vega Film (2005)
- CD Fredi Hinz – Unstoned, Audio-CD, Kein & Aber (2005)
- DVD Giacobbo / Müller – Best of 2008, SF (2009)
- DVD Räuberinnen – Director's Cut, Praesens (2009)

## Auszeichnungen

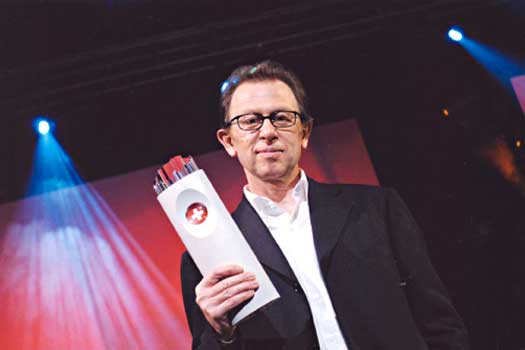
Viktor Giacobbo an den Swiss Awards 2002

- 1991: Salzburger Stier (zusammen mit Birgit Steinegger)
- 1996: Telepreis
- 1996: Prix Walo (Kategorie Medienschaffende)
- 1997: Prix Walo (Kategorie Fernsehsendung für Viktors Spätprogramm)
- 2001: Prix Walo (Kategorie Fernsehproduktion für Viktors Spätprogramm)
- 2002: SwissAward (Kategorie Showbusiness)
- 2003: Schweizer Kabarett-Preis Cornichon, Spezialpreis für Fernsehsatire
- 2007: Mutmacherpreis (Pfefferzeichen 2007) für Paul Burkhalter, Marc Bürge und Viktor Giacobbo (Casinotheater Winterthur)
- 2008: Schweizer Fernsehpreis für «Giacobbo / Müller» (beste Sendung)
- 2009: Prix Walo (Kategorie Fernsehproduktion für «Giacobbo / Müller»)